# Justizvollzugsanstalt Hünfeld

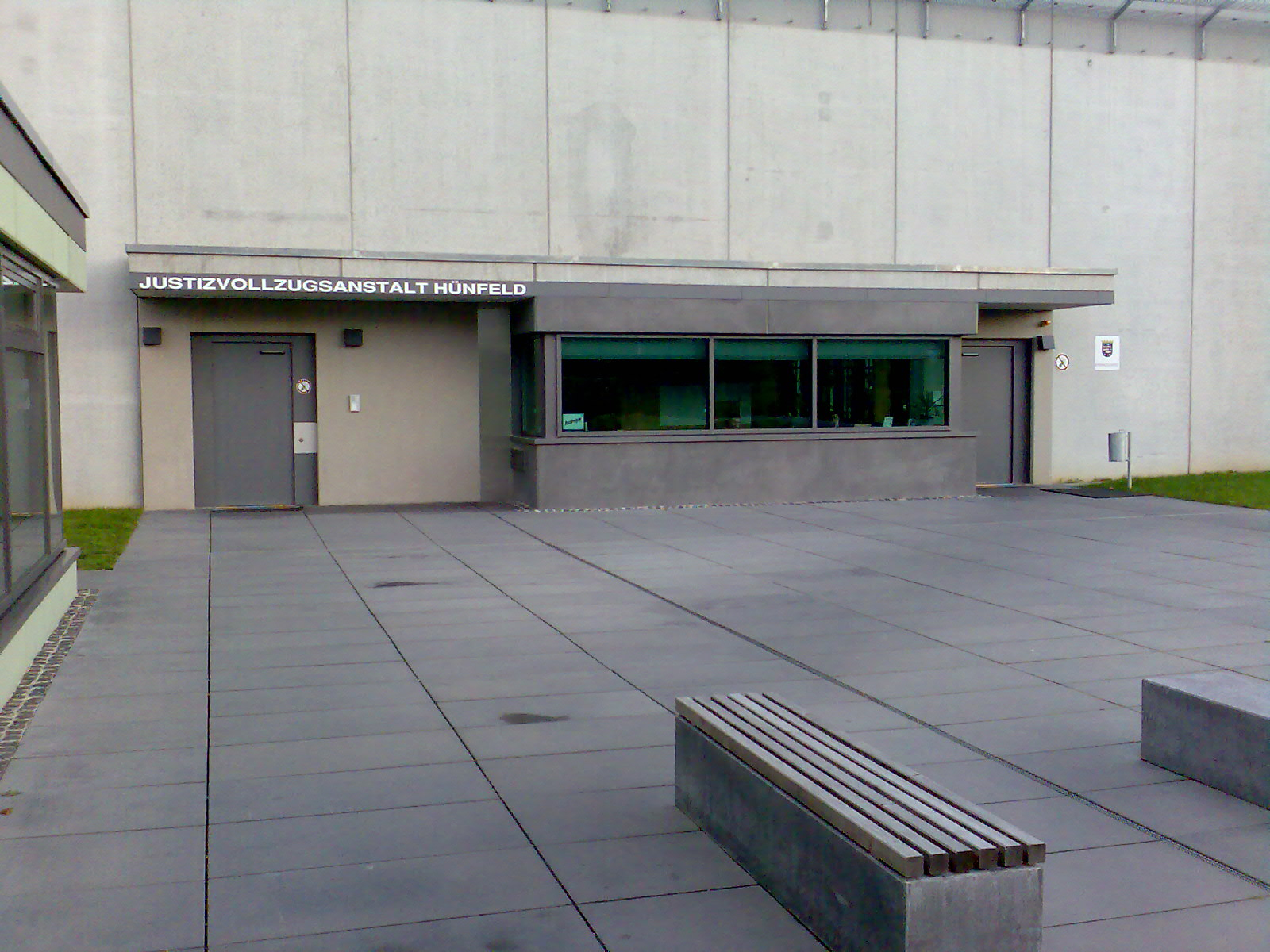
Haupteingang der JVA Hünfeld

Die Justizvollzugsanstalt Hünfeld ist die erste teilprivatisierte Justizvollzugsanstalt in Deutschland. Sie befindet sich in Hünfeld im Landkreis Fulda in Hessen und bietet 502 Haftplätze.

## Das hessische Modellprojekt
Aufgrund der Überbelegung der hessischen Gefängnisse wurde schon vor einigen Jahren ein weiterer Gefängnisneubau in Hessen geplant. Nach Angaben des damaligen hessischen Justizministers Christean Wagner hätten die Erfahrungen in England, Frankreich und den USA gezeigt, dass (teil-)privatisierte Gefängnisse kostengünstiger und effektiver seien. Deshalb wurde schon im Koalitionsvertrag der damaligen hessischen Regierungsparteien CDU und FDP im Frühjahr 1999 beschlossen, dass Planung, Bau und Betrieb eines neu zu bauenden Gefängnisses so weit wie rechtlich möglich in private Hände übertragen werden sollten. Auf dieser Basis hat das hessische Justizministerium eine Arbeitsgruppe eingesetzt, welche die rechtlichen Rahmenbedingungen für ein solches Modellprojekt erarbeiten sollte. Die Arbeitsgruppe kam zu dem Schluss, dass eine Privatisierung des Strafvollzugs als Ganzes in Deutschland unzulässig sei, da der Strafvollzug zum Kernbereich staatlicher Aufgabenerfüllung gehöre und als solcher im Hinblick auf Art. 33 Absatz 4 Grundgesetz nicht privatisierungsfähig sei. Innerhalb des Strafvollzugs wurde es jedoch für möglich erachtet, bestimmte Teilbereiche im Rahmen einer Public Private Partnership zu privatisieren. In private Hände wurden folgende Bereiche gelegt:
- Planung und Errichtung,
- Hausverwaltung (Bauunterhaltung, Wartung, Reinigung, Instandhaltung etc.),
- Videoüberwachung der Liegenschaft,
- Versorgung (Küche, Reinigung, Bekleidungsausgabe),
- Betreuung und medizinische Versorgung (Pflegepersonal, Krankenstation),
- soziale und pädagogische Beratungsdienste,
- Leitung der Arbeitswerkstätten[1],
- Maßnahmen zur schulischen und beruflichen Bildung der Gefangenen,
- Sport- und Freizeitangebote, musikalische Aktivitäten sowie die Führung der Bibliothek sowie
- bestimmte Teile des Bewachungs- und Kontrollmanagements wie beispielsweise die tägliche Kontrolle der Funktionsfähigkeit der Sicherungsanlagen.

Diese Aufgaben werden von den vertraglich verpflichteten Personen als Verwaltungshelfer wahrgenommen.
Nicht privatisiert wurden aufgrund der verfassungsrechtlichen Vorgaben:
- der überwiegende Teil des Bewachungsmanagements, also die Aufnahme und Entlassung der Gefangenen, Vollzugsplanungen, Disziplinarmaßnahmen etc.,
- der übrige Teil des Bewachungs- und Kontrollmanagement, also etwa die Kontrolle der Außenkontakte sowie die Anordnung und Durchführung von Sicherungsmaßnahmen oder unmittelbarem Zwang sowie
- die gesamte Organisationshoheit.

Diese Aufgaben werden weiterhin von Beamten wahrgenommen.
Die Verantwortung für den Betrieb der Justizvollzugsanstalt bleibt wegen § 156 Abs. 2 Strafvollzugsgesetz allein in staatlicher Hand. Der Anteil des privatisierten Personals des Gefängnisses liegt bei 45 %. Insgesamt werden 95 Mitarbeiter für den privaten Betreiber arbeiten, 116 Mitarbeiter werden Staatsdiener sein. Kosteneinsparungen gegenüber anderen hessischen Justizvollzugsanstalten sind nicht belegt. Laut dem hessischen Justizministerium lagen die Kosten pro Haftplatz im Jahr 2007 bei 83,18 Euro am Tag, in der JVA Darmstadt hingegen nur bei 79,28 Euro.
Hessen hat im Vergleich mit anderen Bundesländern sehr hohe Haftkosten.
Nach einer europaweiten Ausschreibung im Jahre 2003 erhielt die Firma steep GmbH aus Bonn (vormals Serco GmbH) den Zuschlag als wirtschaftlichster Anbieter. Mit ihr schloss das Land Hessen am 8. November 2004 einen Betreibervertrag, und ihr wurden die privatisierbaren Aufgaben übertragen. Der Bau der Anstalt wurde bereits zuvor in einem GU-Verfahren durchgeführt. Eigentümer der Immobilie ist also weiterhin das Land Hessen (Kein Build Operate Transfer (BOT)-Modell, vgl. Public Private Partnership).
Am 7. Dezember 2005 wurde die JVA vom damaligen hessischen Ministerpräsidenten Roland Koch feierlich eröffnet. Die Nacht zuvor hatte der damalige hessische Justizminister Jürgen Banzer als Gast zur Probe in dem Gefängnis übernachtet.
Mitte Juli 2021 wurde der teilprivatisierte Betrieb durch die Steep GmbH bis 2027 verlängert.

## Gebäude
Die JVA Hünfeld wurde als kammförmige Anlage entworfen, die sich entlang eines zweigeschossigen Erschließungsganges, der sog. Vollzugsmagistralen, befindet. Die Vollzugsmagistrale soll alle Bereiche der Anstalt eng vernetzen und im Sinne eines „Konzepts der kurzen Wege“ sämtliche Nutzungen wie Unterkunftsgebäude, Arbeitsstätte und Funktionsbereiche unter einem Dach verbinden. Die Anlage wird von einem begrünten Wall umschlossen.
Das Gefängnis verfügt über einen Handydetektor, welcher Handys im Bereich der Anstalt orten kann.